# Parallels (bedrijf)
Parallels is een Amerikaans softwarebedrijf dat werd opgericht in 1999. Het bedrijf is gevestigd in Bellevue (Washington) en is gespecialiseerd in virtualisatiesoftware.

## Beschrijving
Het bedrijf startte in 1999 onder de naam SWsoft, als onderneming voor automatisering en virtualisatie. Het kocht Plesk in 2003, een commercieel platform voor webhosting. Stilzwijgend werd een jaar later ook Parallels, Inc. aangekocht.
Het bracht in 2004 'Parallels Workstation for Windows and Linux 2.0' op de markt en 'Parallels Desktop for Mac' in 2006. Tijdens Apples Worldwide Developers Conference in 2007 toonde het 'Parallels Server for Mac'.
In 2008 veranderde SWsoft haar naam in Parallels om voortaan onder deze naam verder te gaan.
Het Canadese Corel maakte eind 2018 de overname van Parallels bekend, dat op zijn beurt in 2019 weer werd aangekocht door investeringsmaatschappij Kohlberg Kravis Roberts & Co (KKR).

## Producten
Parallels produceert in 2021 de volgende software:
- Parallels Desktop for Mac, een virtualisatieplatform voor macOS.
- Parallels Remote Application Server (RAS), voorziet in virtuele desktops en uitbreiding van het Microsoft RDP-protocol.
- Parallels Desktop for Chrome OS, virtualisatieplatform voor Chrome OS.
- Parallels Device Management, uitbreiding van Microsoft Endpoint Configuration Manager voor het beheer en uitrollen van software voor Mac-computers, iPads en iPhones.
- Parallels Toolbox for Mac and Windows, softwarepakket met hulpmiddelen voor Windows 10 en macOS.
- Parallels Access, een remote desktop-platform.